# تعذر الأداء الحركي العيني
تعذر الأداء الحركي العيني (أو إم إيه) هو غياب حركة العين الإرادية المضبطة الهادفة أو تعرضها لخلل ما. وصفه لأول مرة طبيب العيون الأمريكي ديفيد غليندينينغ كوغان في عام 1952. يواجه الأشخاص المصابون بهذه الحالة صعوبة في تحريك عيونهم أفقيًا بالإضافة إلى صعوبة تحريكها بسرعة. تتجلى الصعوبة الرئيسية في بدء حركة العين الرمشية، لكن يعاني المصابون أيضًا من ضعف في إيقاف منعكس الحملقة. يلجأ المرضى إلى تدوير رؤوسهم لتعويض النقص في بدء حركة العين من أجل متابعة شيء ما أو رؤية الأشياء في الرؤية المحيطية خاصتهم، لكنهم غالبًا ما يتخطون هدفهم. يوجد جدل حول مدى صحة اعتبار «أو إم إيه» أحد أشكال العمه الحركي، الذي يتطلب انعدام القدرة على أداء فعل حركي متعلم أو متطلب للمهارة، إذ لا تُعتبر حركة العين الرمشية فعلًا متعلمًا أو تطلب مهارة.

## الأعراض
- غياب رأرأة المرحلة السريعة في اختبار حركة العين الأفقية.
- مشاكل في وظيفة العصب المسؤول عن التحكم بحركة العين، أي اعتلال الأعصاب.
- انعدام القدرة على متابعة الأشياء بصريًا.
- دفع الرأس وتدويره لتعويض انعدام القدرة على الوصول إلى حملقة أفقية إرادية.[2][3]

### المشاكل التطورية ذات الصلة
علم الرغم من حدوث تعذر الأداء الحركي العيني بشكل مستقل أحيانًا عن الاضطرابات التطورية، غالبًا ما يعاني الأطفال المصابون بهذه الحالة من نقص التوتر، وانخفاض التوتر العضلي وتأخر في النمو. تظهر بعض حالات تأخر النمو في الكلام، والقراءة والتطور الحركي.

## الأسباب
يُعتبر تعذر الأداء الحركي العيني حالة عصبية. على الرغم من ظهور أدمغة طبيعية لدى الأشخاص المصابين بتعذر الأداء الحركي العيني في بعض دراسات تصوير الدماغ، كشفت بعض دراسات «إم آر آي» عن ظهور بعض مناطق الدماغ بشكل غير طبيعي، على وجه التحديد الجسم الثفني و/أو المخيخ و/أو البطين الرابع. يمكن اكتساب تعذر الأداء الحركي العيني أو الإصابة به خلقيًا. لا يمكن العثور على السبب الكامن خلف حدوثه في بعض الأحيان، إذ يُوصف في هذه الحالة على أنه مجهول السبب.
قد يولد الفرد مع خلل في المناطق الدماغية المسؤولة عن حركة العين، أو قد يظهر ضعفًا في التحكم بحركة العين في مرحلة الطفولة. يتطور تعذر الأداء الحركي العيني عند تضرر أي جزء من أجزاء الدماغ المسؤولة عن التحكم بحركة العين. تتمثل إحدى الأسباب المحتملة في النزيف الجبهي ثنائي الجانب. في هذه الحالة، يرتبط تعذر الأداء الحركي العيني مع الآفات ثنائية الجانب في الحقل الجبهي للعين (إف أي إف)، الذي يقع في التلفيف الجبهي المتوسط الذنبي. يتحكم «إف إي إف» في حركات العين الإرادية، بما في ذلك حركة العين الرمشية، وحركة التتبع السلس والتجانح. قد يرتبط تعذر الأداء الحركي العيني أيضًا مع النزيف ثنائي الجانب في حقول العين الجدارية (بّي أي إف). تحيط «بّي إي إف» بالجزء المتوسط الخلفي من التلم داخل الفص الجداري. تلعب «بّي إي إف» دورًا في حركة العين الرمشية الانعكاسية، إلى جانب إرسال المعلومات إلى «إف إي إف». يتطلب حدوث تعذر الأداء الحركي العيني المستمر وجود آفات ثنائية الجانب في كل من «إف إي إف» و«بّي أي إف» على حد سواء، نظرًا إلى تكامل أدوار «إف إي إف» و«بّي أي إف» في إنتاج الحركات الرمشية الإرادية والانعكاسية، على الترتيب، إلى جانب عودة مدخلاتهما إلى مناطق مختلفة من الدماغ. يمكن للمرضى المصابين بتلف «إف إي إف» ثنائي الجانب أو تلف «بّي إي إف» ثنائي الجانب (دون حدوث تلف في كليهما) استعادة بعض القدرة على بدء حركة العين الرمشية الإرادية بعد مرور وقت على الإصابة بالنزيف. تشمل المسببات الأخرى لتعذر الأداء الحركي العيني أورام الدماغ والمشاكل القلبية الوعائية.